# Bruno Parma
Bruno Parma (* 30. Dezember 1941 in Ljubljana) ist ein slowenischer Schachmeister.

## Leben
Parma war in den 1960er und 1970er Jahren einer der führenden Schachspieler Jugoslawiens. Er gewann 1961 in Den Haag die Juniorenweltmeisterschaft und wurde im selben Jahr Internationaler Meister. Nach einem erfolgreichen Turnier in Beverwijk 1963 verlieh ihm die FIDE den Titel eines Großmeisters. Seine größten Erfolge waren Siege bei internationalen Turnieren in Polanica-Zdrój 1964, Reggio nell’Emilia 1965 und 1970 und in Sarajewo 1970 (gemeinsam mit Ljubomir Ljubojević). 1969 wurde er in San Juan (Puerto Rico) Zweiter hinter Weltmeister Boris Spasski.
Bei den  Dortmunder Schachtagen 1973 belegte er zusammen mit Ulf Andersson den geteilten zweiten Platz. Bei der zweiten Internationalen Deutschen Meisterschaft 1973 in Dortmund wurde er Achter.
Sein letztes gewertetes Turnier hat Bruno Parma 1985 in Portoroz (Sieger Portisch) bestritten, er wird daher bei der FIDE als inaktiv geführt.

## Nationalmannschaft

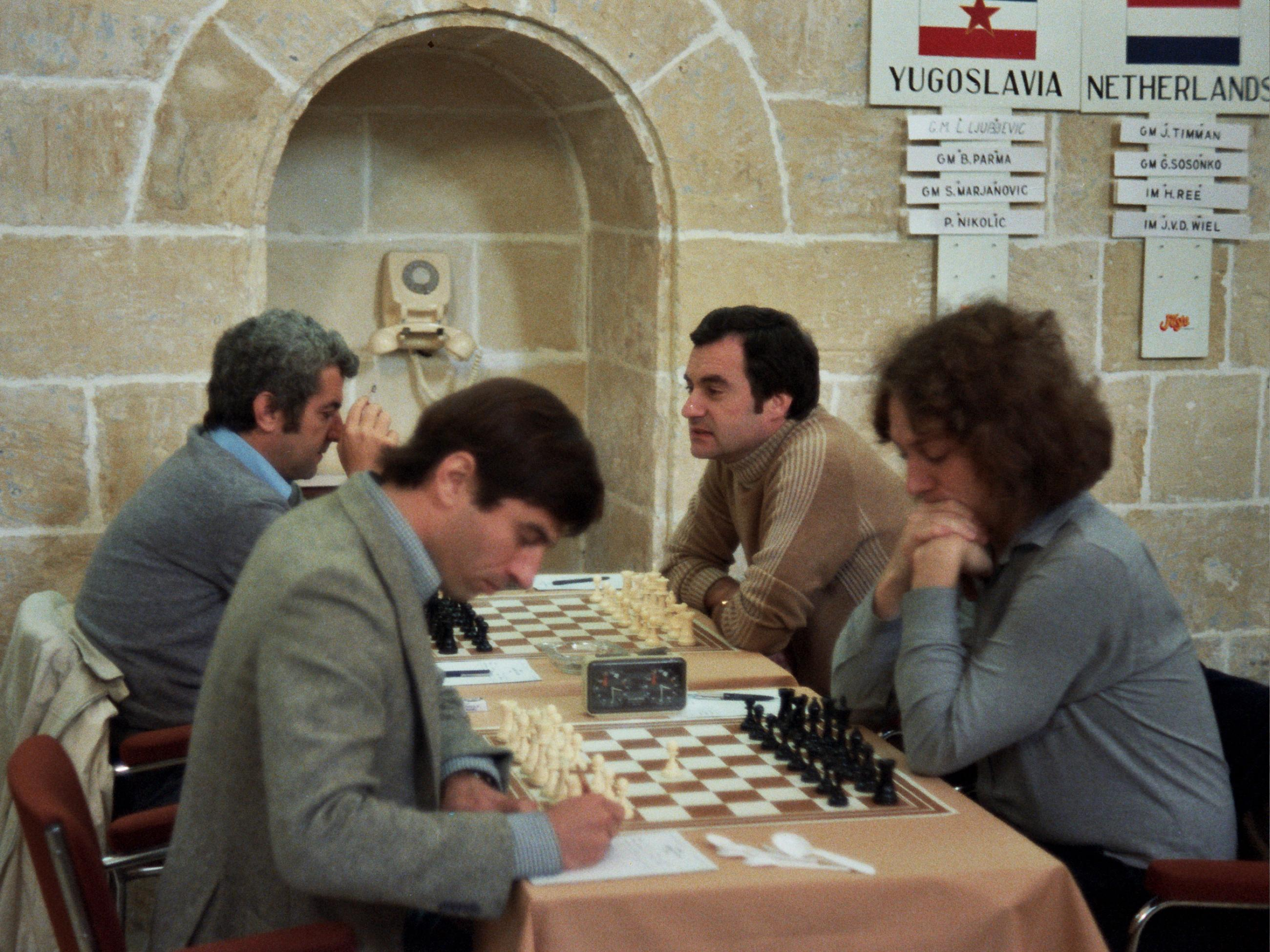
Schacholympiade 1980, hinten Bruno Parma – Gennadi Sosonko und vorne Ljubomir Ljubojević – Jan Timman

Parma nahm für Jugoslawien 1962, 1964, 1966, 1968, 1970, 1974, 1978 und 1980 an der Schacholympiade teil. Er erreichte mit der Mannschaft 1962, 1964, 1968 und 1974 den zweiten, 1970 und 1980 den dritten Platz. An der Mannschaftseuropameisterschaft nahm er 1965, 1970, 1973 und 1977 teil. Mit der Mannschaft erreichte er 1965 und 1973 den zweiten und 1977 den dritten Platz, in der Einzelwertung erreichte er 1970 am vierten und 1973 am fünften Brett jeweils das zweitbeste Einzelergebnis, 1965 und 1977 jeweils das drittbeste Einzelergebnis am fünften Brett.